# Sebastian Deisler
Sebastian Toni Deisler (ur. 5 stycznia 1980 w Lörrach) – niemiecki piłkarz, reprezentant kraju, uczestnik mistrzostw Europy w Belgii i Holandii (2000). Występował na pozycji pomocnika.

## Kariera klubowa
W Bundeslidze zadebiutował 8 września 1998 roku w barwach Borussii Mönchengladbach w zremisowanym 1:1 meczu z Eintrachtem Frankfurt. 6 marca 1999 strzelił swojego pierwszego gola w niemieckiej ekstraklasie w wygranym 2:0 spotkaniu z TSV 1860 Monachium. W 1999 przeszedł do Herthy Berlin. Będąc jej graczem regularnie występował w europejskich pucharach. W 2001 roku wywalczył z berlińskim klubem Puchar Ligi Niemieckiej – w finałowym pojedynku z FC Schalke 04 zagrał w podstawowym składzie, a w drugiej połowie został zmieniony przez Węgra Pála Dárdaiego.
W 2002 roku przeszedł do Bayernu Monachium. Zadebiutował w nim 4 lutego 2003 w wygranym 8:0 spotkaniu z 1. FC Köln, zaś pierwszego gola strzelił 16 sierpnia w pojedynku z VfL Bochum. Wraz z bawarskim klubem trzykrotnie został mistrzem Niemiec (2003, 2005, 2006) oraz trzy razy raz wywalczył puchar kraju (2003, 2005, 2006). Ponadto w 2004 roku zdobył Puchar Ligi Niemieckiej – w wygranym 3:2 meczu finałowym z Werderem Brema strzelił dwa gole.
16 stycznia 2007 roku poinformował o zakończeniu piłkarskiej kariery. Jako powód podał pasmo przewlekłych kontuzji trapiących go od dłuższego czasu. Już wcześniej urazy były przyczyną depresji, która wyeliminowała go z gry w sezonie 2003/2004. Po raz ostatni w karierze zagrał 9 grudnia 2006 w wygranym 2:1 meczu Bundesligi z Energie Cottbus.

## Kariera reprezentacyjna
Występował w juniorskich i młodzieżowych reprezentacjach Niemiec. W 1997 roku wziął udział w mistrzostwach świata do lat 17 w Egipcie. W turnieju tym rozegrał pięć meczów, strzelił jednego gola (w wygranym 3:0 spotkaniu z Tajlandią), zaś Niemcy zajęli czwarte miejsce. W seniorskiej reprezentacji Niemiec zadebiutował 23 lutego 2000 w meczu z Holandią. W czerwcu 2000 roku uczestniczył w mistrzostw Europy w Belgii i Holandii, w których był podstawowym zawodnikiem – zagrał we wszystkich trzech spotkaniach grupowych. 2 września 2000 w wygranym 2:0 pojedynku eliminacji mistrzostw świata w Korei i Japonii z Grecją strzelił pierwszego gola w barwach narodowych.
Kolejne dwa gole w reprezentacji strzelił: 24 marca 2001 w meczu z Albanią oraz 9 maja 2002 w spotkaniu z Kuwejtem. Kontuzja kolana wykluczyła go z udziału w mistrzostwach świata w Korei i Japonii (2002). Portal BBC Sport umieścił go w „jedenastce nieobecnych” azjatyckiego turnieju. W latach 2003–2004 zagrał jedynie w trzech pojedynkach reprezentacji, do regularnych występów powrócił w 2005. W czerwcu tego roku uczestniczył w Pucharze Konfederacji – rozegrał pięć meczów, zaś Niemcy zajęli trzecie miejsce. 1 marca 2006 w przegranym 1:4 spotkaniu z Włochami po raz ostatni wystąpił w barwach narodowych.

## Życie prywatne
Żona: Eunice Dos Santos Santana, Brazylijka. Mają syna Raphaela.

## Sukcesy

### Hertha BSC
- Puchar Ligi Niemieckiej: 2001

### Bayern Monachium
- Bundesliga: 2003, 2005, 2006
- Puchar Niemiec: 2003, 2005, 2006
- Puchar Ligi Niemieckiej: 2004